# Карамышевская набережная
Кара́мышевская набережная — набережная на левом берегу Москвы-реки в районе Хорошёво-Мнёвники Северо-Западного административного округа Москвы.

## Происхождение названия
Название присвоено в 1963 году, сохраняет имя бывшего подмосковного села Карамышево, известного по документам с 1646 года (было перенесено на 1,5 км в 1930-х годах в связи со строительством Карамышевского гидроузла канала Москва-Волга, а в конце 1940-х включено в состав Москвы). Деревня принадлежала старинному дворянскому роду Карамышевых, предок которого татарин Карамыш, согласно родословной, приехал в Москву из Золотой Орды в начале XV в. Среди первых дворян Карамышевых нижегородский боярин Семён Карамышев (1410 г.), князь Михаил Фёдорович Карамыш Курбский (1493 г.), Александр Васильевич Карамышев (1470 г.). В основе фамилии Карамышев — тюркский корень со значением «защитивший».

## Расположение
Набережная проходит от 3-го Силикатного проезда до Карамышевского проезда. Приблизительно посредине набережную пересекает улица Народного Ополчения, которая за Карамышевским мостом переходит в улицу Нижние Мнёвники. Справа к набережной примыкают улица Демьяна Бедного и улица Саляма Адиля.
Часть набережной используется окрестными жителями как зона отдыха.

## Здания и сооружения
По нечётной стороне:
д. 13 — поисково-спасательная станция «Карамышево»;
д. 15 — Храм Живоначальной Троицы в Хорошёве; воскресная школа при храме.
напротив дома 42 — собачья спортивно-дрессировочная площадка «СЕРЕБРЯНЫЙ БОР» — Организована в 1967 году: занятия по аджилити, трейболу, послушанию;
напротив дома 12 — малая собачья спортивно-дрессировочная площадка, реконструированная в 2016 году;
По чётной стороне:
д. 2 — библиотека № 49 СЗАО;
д. 6 — Центр психолого-педагогической помощи молодежи Юнивита;
д. 10 корп. 2 — Московская гимназия имени Кирилла и Мефодия (негосударственное образовательное учреждение);
д. 22 корп. 2 — средняя школа № 1010 (ранее — средняя школа № 341, которая была присоединена к школе № 1010);
д. 26 корп. 2 — детский сад № 9;
д. 38 — школа-интернат 11 (с углубленным изучением китайского языка);
д. 44 — анимационная студия «Pilot»; Управление Федеральной антимонопольной службы по Московской области;
д. 54 корп. 2 — гимназия № 1517 (ранее — средняя школа № 115, которая была присоединена к гимназии № 1517);
д. 56 корп. 2 — Краснопресненское отделение № 1569/0794 Сбербанка России.
комплекс «Welton Park»
Есть два необорудованных пляжа, популярных у местных жителей. Неофициально они называются:
- «На Дамбах» — песчаный пляж около шлюза № 9;
- «Под церковью» — травяной пляж.

## Транспорт
Ближайшие станции метро —  Полежаевская,  Хорошёвская,  Октябрьское Поле.
1 апреля 2021 года открыта станция  Народное Ополчение Большой кольцевой линии.
По набережной проходят автобусы 48, 291, 294. В середине набережной расположена конечная остановка автобусов т61, т61к, 403.

## Автомобильные дороги
Карамышевская набережная пересекает улицу Народного Ополчения, которая станет составной частью одной из крупнейших московских трасс — Северо-Западной хорды.